# Rufodorsia congestiflora
Rufodorsia congestiflora là một loài thực vật có hoa trong họ Tai voi. Loài này được (Donn. Sm.) Wiehler miêu tả khoa học đầu tiên năm 1975.